# Onthophagus wakelbura
Onthophagus wakelbura är en skalbaggsart som beskrevs av Matthews 1972. Onthophagus wakelbura ingår i släktet Onthophagus och familjen bladhorningar. Inga underarter finns listade i Catalogue of Life.